# Aaron Louis Treadwell
Pour les articles homonymes, voir Treadwell.
Aaron Louis Treadwell, né en 1866 à Redding (Connecticut) et mort en 1947, est un zoologiste américain.

## Biographie
Il fait ses études à l’université Wesleyenne, où il obtient son Bachelor of Sciences en 1888 et son Master of Sciences en 1890, puis à l’université de Chicago, où il obtient son doctorat en 1898. Il devient professeur de géologie et de zoologie à l’université Miami de 1891 à 1900. Puis il occupe les fonctions de professeur de biologie au Vassar College de 1900 à 1914, puis de zoologie à partir de 1914. En plus de ses fonctions d’enseignant, il est instructeur au Laboratoire de biologie marine (MBL) à Woods Hole (Massachusetts). Treadwell fait paraître The Cytogeny of Podarke obscura (1901) et se consacre principalement à l’embryologie et à la taxinomie des annélides.